# Богачка-Первая
Бога́чка-Пе́рвая (укр. Багачка-Перша) — село, Багачанский-Первый сельский совет, Великобагачанский район, Полтавская область, Украина.
Код КОАТУУ — 5320280901. Население по переписи 2001 года составляло 339 человек.
Является административным центром Багачанского-Первого сельского совета, в который, кроме того, входят сёла Пушкарево,
Семеновка и Широкое.

## Географическое положение
Село Богачка-Первая находится на расстоянии в 1,5 км от сёл Балюки, Степановка и Широкое. По селу протекает пересыхающий ручей с запрудой, рядом с селом находится заболоченное озеро Поклеватое.

## История
- 1859 — дата основания.

## Экономика
- Молочно-товарная ферма.
- ЧП «Лан».
- Фермерское хозяйство «Деметра».

## Объекты социальной сферы
- Школа I—II ст.